# James St. Clair
James St. Clair, född 1 september 1757 i Newmarket, Provinsen New Hampshire, död 27 januari 1836 i Barre, New York var en amerikansk militär som tjänstgjorde i amerikanska frihetskriget. Efter kriget blev han fastighetsmäklare och lantbrukare i New Hampshire och dagens Montérégie i provinsen Quebec.

## Biografi
James St. Clair, son till Thomas och Sarah Sinclair, växte upp i Newmarket. Vid 18 års ålder följde St. Clair med några beväpnade män på väg till Lexington, Massachusetts för att bekämpa engelsmännen. Slaget vid Lexington blev starten för det amerikanska frihetskriget.

### Militär karriär
Den 5 december 1776 tog St. Clair värvning i Whitcomb's Rangers tillsammans med flera andra män från Sanbornton. Sommaren 1777 försökte Whitcomb's Rangers försvara Fort Ticonderoga, men blev tvungna att retirera till Albany undan Burgoynes armé. St. Clair deltog vid slaget vid Brandywine och var med och byggde vinterlägret Valley Forge. Han deltog också i slaget vid Monmouth sommaren 1778. St. Clair blev korpral 1780 och förbandet upplöstes 1781.

### Familj och lantbrukare
St. Clair köpte 26 hektar mark i Sandwich i New Hampshire av en släkting 1779. Efter frihetskriget gifte han sig med Sarah Hunt och bosatte sig i Sandwich 1783. De fick barnen Joseph (1786), James och Sarah (Sally), född 10 mars 1791, Elizabeth (18 oktober 1792) och Nancy (1796).
1786 köpte St. Clair sin fars gård med 36 hektar mark i Sanbornton. Han blev lantbrukare och fastighetsmäklare och var aktiv i kommunen. I slutet på 1790-talet flyttade familjen vidare till Wolcott i Vermont. Här engagerade han sig i kommunpolitiken och satt flera år i kommunfullmäktige. Omkring 1808 flyttade St. Clair med sin familj och flera vänner till Russeltown i södra Quebec vid gränsen mot New York.
Den 18 juni 1812 förklarade USA krig mot Storbritannien som infört handelsblockad mot Napoleons Frankrike. Detta påverkade USA:s handelsintressen. St. Clair riskerade att bli inkallad och ville inte strida mot amerikanska armén och milismän. Därför tvingades han och hans vänner att fly över gränsen till delstaten New York. En natt i november flydde de, männen till fots och kvinnor och barn på hästar. De var tvungna att lämna möbler, jordbruksmaskiner och boskap och fick bara med sig kläder och sådant som de kunde bära med sig. Storbritannien konfiskerade gård, hem och boskap. De närmaste åren bodde familjerna i små städer i New York. 1816 flyttade St. Clair och Sarah in hos sonen James jr. i Barre i delstaten New York. Han sökte och fick en pension om 96 dollar per år för sin tjänst under frihetskriget. Sarah St. Clair dog den 10 mars 1834 och James St. Clair dog 27 januari 1836.